# Sophie Stokar
Sophie Egloff-Stokar von Neunforn (* 7. April 1790 in Schaffhausen; † 30. August 1823 in Altstätten) war eine Schaffhauser Sopranistin aus der Patrizierfamilie Stokar. Am Schaffhauser Musik-Collegium von Samuel Gottlob Auberlen ausgebildet gehörte sie zu Beginn des 19. Jahrhunderts zu den gefeiertsten Sängerinnen der Schweiz.

## Ausbildung
Sophie Stokar wurde am Schaffhauser Musik-Collegium in Gesang ausgebildet. Das Musik-Collegium stand ab 1807 unter der Leitung des Württemberger Musikers und Komponisten Samuel Gottlob Auberlen, welcher das Talent von Sophie als Natursopran schnell erkannte und förderte. Bereits im ersten Abonnementskonzert des Winters 1807/08 trug seine Schülerin ein Rezitativ samt Arie von Alberghi vor. Schon im März 1808 übernahm Sophie Stokar den Sopranpart als Solistin in Joseph Haydns Werk «Die Schöpfung». Die Begeisterung der Zuhörer war gross und Sophie übernahm bereits an Ostern 1808 einen Part in Johann Rudolf Zumstegs neuem Werk «Hymne an Gott». Eine Freundin Sophies schrieb damals in einem Brief über die Sängerin «Sooft sie singt, hör ich mit grösstem Interesse zu, und was mir so vorzüglich neben ihrem schönen Gesang gefällt, ist ihr einfaches, unaffectiertes Wesen, womit sie ihre Sache vorträgt.»
Auch ausserhalb der Stadt Schaffhausen erntete Sophie bei ihren Konzerten grossen Beifall. An den durch die Schweizerische Musikgesellschaft organisierten Nationalkonzerten mass sie sich mit ihren Rivalinnen, dazu gehörten unter anderem die Winterthurerin Susanne Egli-Biedermann und Madame de Seigneux aus Lausanne. Auch als 1811 die Zusammenkunft der Schweizerischen Musikgesellschaft in Schaffhausen stattfand, glänzte Sophie mit ihren Auftritten.
Höhepunkt der Gesangskarriere war wohl Sophies Auftritt am Musikfest 1812 in Zürich. Sie sang im Hauptkonzert unter anderem die Arie «Ich weiss, dass mein Erlöser lebt» und am zweiten Tag die eigens für sie geschriebene «Italienische Arie», welche aus der Feder von Auberlen stammte.
Nach dem Musikfest nahm sie nur noch an einzelnen Abonnement-Konzerten des Musik-Collegiums teil, die letzten öffentlichen Auftritte dürften gemäss Tagebucheinträgen im Jahre 1819 stattgefunden haben.

## Persönliches
Sophie wurde als Tochter von Christoph Stokar von Neunforn (1756–1815) und Barbara Peyer im Hof (1761–1826) in Schaffhausen geboren. Zusammen mit ihrer 5 Jahre jüngeren Schwester Marianne und ihren Eltern wuchs Sophie im «Grossen Haus», einem traditionsreichen Haus in der Schaffhauser Altstadt, auf. Das Haus lag am Fronwaagplatz und war immer wieder Treffpunkt für bedeutende Gäste aus dem In- und Ausland.
Die Eltern von Sophie legten wert auf eine sorgfältige schulische Ausbildung beider Töchter. Die ältere der beiden, Sophie, besuchte das Schaffhauser Musik-Collegium, welches damals unter der Leitung des Württemberger Musikers und Komponisten Samuel Gottlob Auberlen stand.
Am 10. März 1810 heiratete Sophie Stokar den aus Gottlieben stammenden Kaufmann und Banquier Johann Conrad Egloff. Zusammen bezogen sie eine Wohnung im «Grossen Haus», Sofies Elternhaus. Im November 1810 gebar Sofie ihre erste Tochter, Sophia Ottilia. 1821 erfolgte die Geburt der zweiten Tochter, Maria Henriette, im Juni 1823 kam die dritte Tochter, Emma Louise, zur Welt.
1816 erholte sich Sophie von einer langwierigen Krankheit im Heilbad von Pfäfers. Nach anfänglicher Besserung kehrte sie nach der Geburt der dritten Tochter zusammen mit ihrer jüngeren Schwester nach Pfäfers zurück um sich von der zusätzlichen Belastung des Wochenbettes zu erholen. Der Gesundheitszustand verschlechterte sich jedoch und sie beschloss, nach Schaffhausen zurückzukehren. Ihr Zustand verschlimmerte sich rapide – noch auf der Rückreise verstarb Sophie am 30. August 1823 in Altstätten im Beisein ihres Gatten.
Hier im Rheintal fand am 2. September 1823 ihre Beisetzung statt. Zahlreiche Musikfreunde aus der ganzen Schweiz erwiesen ihr die letzte Ehre. In seiner Abschiedsrede erinnerte Pfarrer Bänziger daran, dass Sophie «lange Jahre als eine der schönsten Zierden unserer schweizerischen Musikgesellschaft glänzte. In ihr verlor die Vaterstadt eine Bürgerin von nicht geringen Vorzügen des Geistes und Herzens, deren Namen in unserem Vaterlande, vorzüglich um ihres ausgezeichneten Singtalents willen, allgemein mit Achtung genannt wird».